# Jur Zieliński
Jur Zieliński (ur. 26 września 1945 w Bydgoszczy, zm. 22 kwietnia 2018) – polski piłkarz, następnie trener piłki nożnej

## Życiorys
Był wychowankiem Zawiszy Bydgoszcz, występował w tym zespole od 1960, najpierw w drużynach juniorskich, od 1964 do 1966 w drużynie rezerw występującej w lidze okręgowej. W ekstraklasie zagrał w jednym spotkaniu - 22 czerwca 1966 ze Śląskiem Wrocław, na zakończenie sezonu 1965/1966. W latach 1967–1973 był graczem Avia Świdnik, występując w rozgrywkach III ligi. W sezonie 1973/1974 reprezentował barwy Concordii Piotrków Trybunalski, następnie został zawodnikiem Radomiaka. Z radomskim klubem występował w sezonie 1974/1975 w II lidze, następnie dwa sezony w III lidze i w sezonie 1977/1978 ponownie w II lidze.
Po zakończeniu kariery pozostał w Radomiaku jako trener. Początkowo prowadził zespoły juniorskie oraz drużynę Szkoły Podstawowej nr 5 w Radomiu, objętą patronatem Radomiaka. W rundzie wiosennej sezonu 1981/1982 został asystentem  Józefa Antoniaka w pierwszej drużynie Radomiaka występującej wówczas w II lidze. Jako asystent trenera uczestniczył w historycznym awansie Radomiaka do ekstraklasy w 1984. Drużyna grała na tym poziomie rozgrywek jeden sezon - 1984/1985, a J. Zieliński stracił swoją funkcję po spadku do II ligi. 
W sezonie 1986/1987 został I trenerem Radomiaka, występującego wówczas w II lidze, stracił swoją funkcję na rzecz Aleksandra Papiewskiego po czterech kolejkach, ale powrócił przed końcem rundy wiosennej tego sezonu i odszedł w trakcie rundy jesiennej sezonu 1988/1989. W kolejnych latach prowadził m.in. Szydłowiankę (1990/1991), Pilicę Nowe Miasto (1992/1993 w III lidze). 
Kolejny raz trenerem I drużyny Radomiaka został w rundzie wiosennej sezonu 1993/1994 i prowadził ją do 1995. W latach 1996–1999 prowadził Orlęta Dęblin. Ostatni raz trenerem Radomiaka został w trakcie sezonu 1999/2000 w lidze okręgowej, odszedł po sezonie 2000/2001. W kolejnych latach był trenerem Szydłowianki (2005), Polonii Iłża (2006 i 2008), Wulkana Zakrzew (2013) i Powały Taczów (2014). Trenował również młodzież w szkółce piłkarskiej Beniaminka Radom. 
Pochowany na Cmentarzu Komunalnym przy ul. Ofiar Firleja w Radomiu.